# Estación Cura Malal
Cura Malal es una estación ferroviaria ubicada en la localidad del mismo nombre, en el partido de Coronel Suárez, Provincia de Buenos Aires, Argentina, 504 km al suroeste de la estación Constitución.

## Servicios
Por sus vías corren trenes de carga de la empresa Ferroexpreso Pampeano.